# Graça Morais
Maria da Graça Pinto de Almeida Morais GOIH (Freixiel, Vila Flor, 17 de março de 1948) é uma pintora portuguesa . É membro da Academia Nacional de Belas-Artes e de diversas associações, confrarias e fundações culturais. Foi agraciada com o grau Grande Oficial da Ordem do Infante D. Henrique, atribuída pelo Presidente da República Jorge Sampaio em 1997. É casada com o músico Pedro Caldeira Cabral.

## Biografia

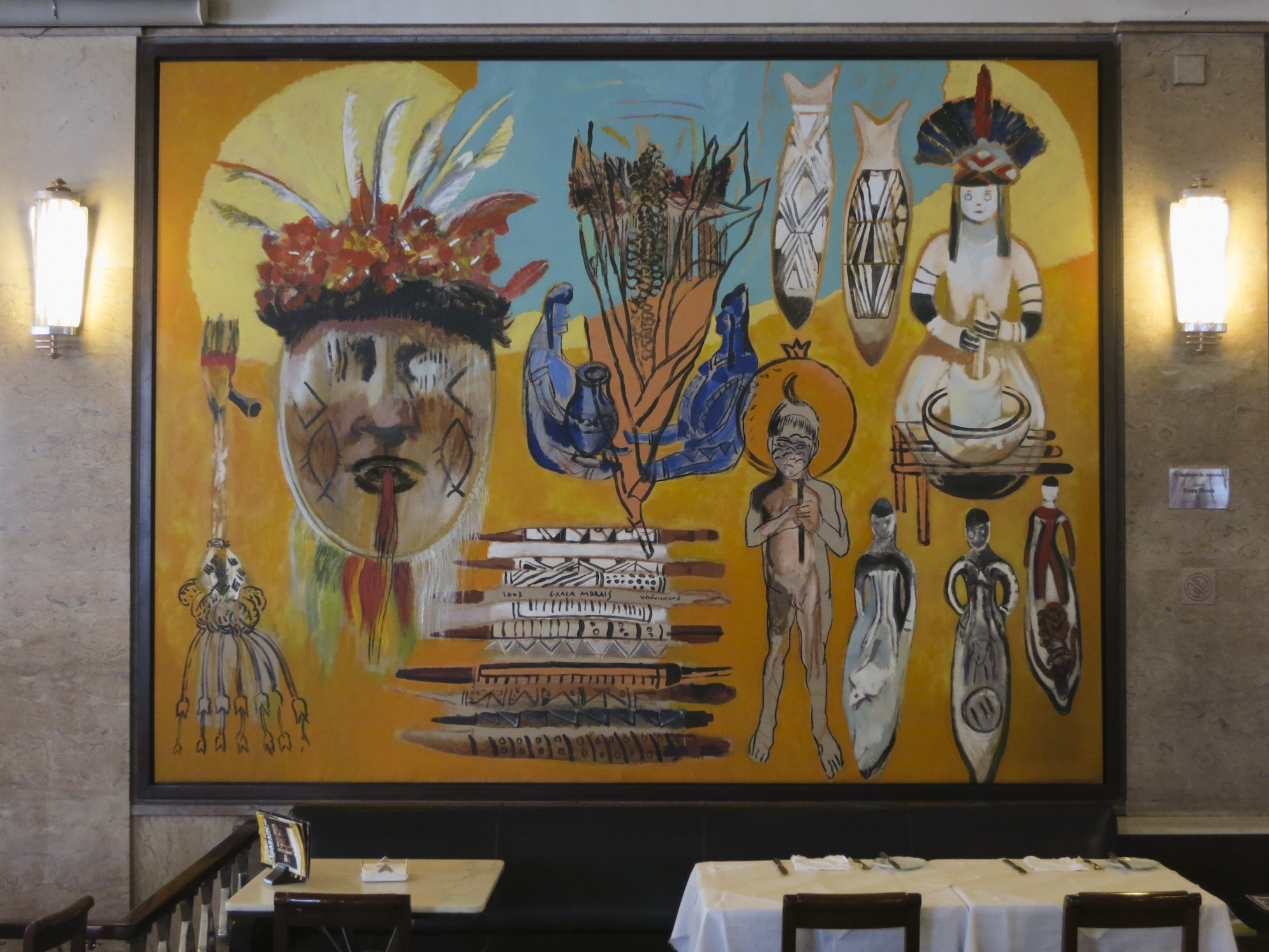
Os senhores da Amazónia, 2003, pintura de Graça Morais no Café Guarany.

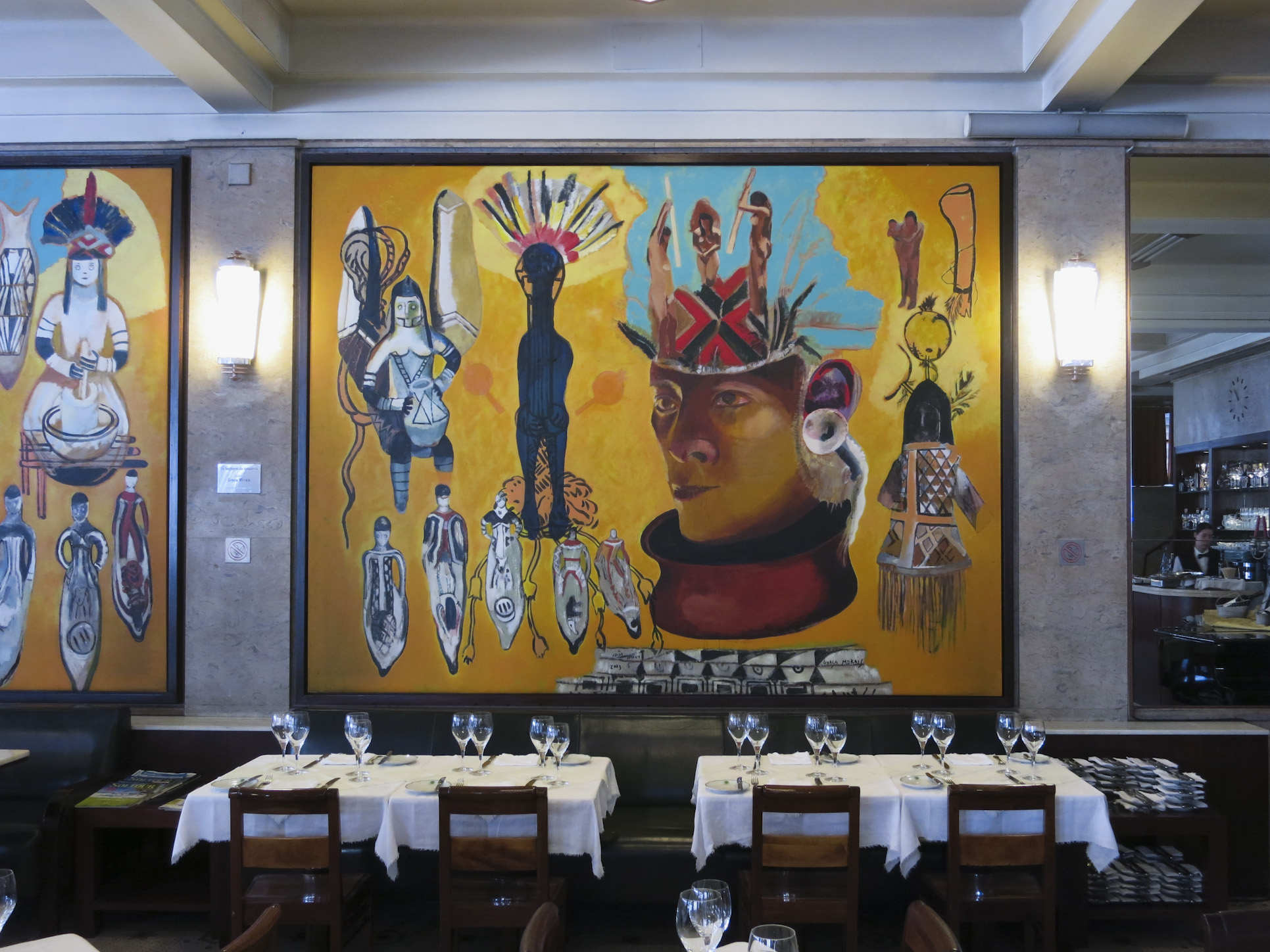
Os senhores da Amazónia, 2003, pintura de Graça Morais no Café Guarany.

Nasceu na aldeia de Freixiel, em Trás-os-Montes, em 1948. Frequentou a escola primária de Vieiro em 1955. 
De 1957 a 58 viveu em Moçambique, tendo regressado no ano seguinte a Vieiro. Começou a frequentar o colégio de Vila Flor.
Em 1961 ingressou no Liceu de Bragança. Nos anos seguintes, pinta os cenários para uma representação do Auto da Alma de Gil Vicente, e colabora no jornal do liceu.
Em 1966 ingressou na Escola Superior de Belas Artes do Porto para estudar pintura. Chagall e Van Gogh são as suas primeiras referências. Neste período, realizou a primeira viagem ao estrangeiro, a Londres, Amesterdão e Paris, em 1970. Concluiu o curso de pintura em 1971 e apresentou a exposição de avaliação do 5.º ano, na Escola Superior de Belas Artes do Porto.
Em 1972 vai viver para Guimarães, onde leccionou Educação Visual. É aí que, em 1974, expõe pela primeira vez, no Museu Alberto Sampaio.
Em 1974 nasce a 19 de Abril em Guimarães a filha Joana Andrea Pinto Morais Lopes da Silva, realizadora, fruto do primeiro casamento com o também pintor Jaime Lopes da Silva, conhecido por Jaime Silva (Peso da Régua, Peso da Régua, 12 de Julho de 1947).
Em 1975 participa nos Encontros Internacionais de Arte de Viana do Castelo. Funda, com oito artistas e um crítico de arte, o Grupo Puzzle, com o qual colaborou em exposições colectivas durante dois anos.
De 1976 a 78 viveu em Paris, como bolseira da Fundação Calouste Gulbenkian. Conhece os artistas Eduardo Arroyo e Bernard Rancillac e aprofunda o estudo da obra de Picasso, Matisse e Cézanne. Em Maio de 1978, realiza uma exposição individual no Centro Cultural Português em Paris.
Em 1980 apresenta a exposição na Sociedade Nacional de Belas Artes: O Rosto e os Frutos.
Em 1981 vai viver para Vieiro. "Retrouver et dire sa vie", título de um texto que publicou em Paris, passa a ser o móbil condutor da sua obra. Realiza uma exposição individual na galeria Roma e Pavia, no Porto. Inicia séries de grandes dimensões, onde se destacam a incisão do traço e a expressividade dramática da sua encenação dos motivos que desenha.
Em 1982, visita em Colónia a grande exposição de arte ocidental Westkunst, a Documenta em Kassel e a Bienal de Veneza.
Em 1983 inicia a sua relação profissional com o galerista Manuel de Brito e expõe na 111, em Lisboa, e no Museu do Abade de Baçal, em Bragança.
Expõe, em 1984, no Museu de Arte Moderna de São Paulo: Mapas e o Espírito da Oliveira, cujos trabalhos apresenta previamente em Lisboa, na Sociedade Nacional de Belas Artes. Expõe vinte desenhos na Árvore. Integra a exposição Onze Jovens Pintores Portugueses, no Instituto Alemão, em Lisboa, comissariada por Rui Mário Gonçalves. Apresenta a mesma exposição, em 1985, no Museu de Arte Moderna do Rio de Janeiro. A mesma série, acrescentada da série Erotismo e Morte, figura na exposição da Universidade de Granada. É publicada a monografia Graça Morais, Linhas da Terra, de António Mega Ferreira (Imprensa Nacional-Casa da Moeda).
Em 1987 colabora com capa e dez desenhos na ilustração de O Ano de 1993, de José Saramago. Realiza a exposição em Lisboa, na 111: Evocações e Êxtases. Participou em colectivas de pintores portugueses em Madrid, São Paulo, Rio de Janeiro e Washington.
Em 1988, a convite do Embaixador de Portugal, visita Cabo Verde. Relaciona-se com o meio artístico local e é uma dos fundadoras da primeira editora cabo-verdiana independente, a Ilhéu Editora. No ano seguinte, expõe o resultado da sua visita no Centro Cultural Português, na Cidade da Praia, e no Mindelo. Assina o desenho da capa e quatro ilustrações para O Príncipe Imperfeito, de Clara Pinto Correia.
Em 1990 expõe trabalhos recentes, posteriores ao seu regresso de Cabo Verde, em Macau.
Recebe o Prémio SocTip – Artista do Ano em 1991. Executa o painel de azulejos para o novo edifício da Caixa Geral de Depósitos. Está representada na exposição sobre Arte nas Embaixadas Ibero-americanas, em Washington.
Em 1992 visita o Japão, acompanhando uma viagem do Centro Nacional de Cultura. O diário pintado da viagem (com textos de Jorge Borges de Macedo e Alberto Vaz da Silva) será publicado no ano seguinte. Executa a exposição da série "O Mundo à Minha Volta" na galeria Kimberly, em Washington, e na Scott Allan Gallery, em Nova Iorque.
Em 1993 realiza a cenografia para a peça de Jean Genet Os Biombos, levada à cena pelo Teatro Experimental de Cascais de Carlos Avillez. Implementa a exposição antológica da sua obra no Paço dos Duques de Bragança, em Guimarães.
Em 1994, a sua exposição antológica é apresentada na Galeria da Mitra, em Lisboa. Participa na colectiva Waves of Influence, sobre cinco séculos de azulejaria portuguesa, nos Estados Unidos.
Em 1995 compõe a cenografia e figurinos para a peça Ricardo II, de Shakespeare, com encenação de Carlos Avillez. Implementa a exposição da série As Escolhidas, na 111 em Lisboa.
Em 1997 executa a exposição antológica Memória da Terra, Retrato de Mulher, na Culturgest, em Lisboa, e no Museu Soares dos Reis, no Porto. Inaugurou um painel de azulejos na estação da Bielo-Rússia do Metro de Moscovo. Realiza a exposição na Galeria Ratton dos painéis de azulejos Os Cães. É editado o livro Graça Morais, com textos de Vasco Graça Moura e Sílvia Chico (Quetzal/Galeria 111).
Em 1998 realiza a exposição na 111 do Porto: Geografias do Sagrado. A mesma exposição é apresentada, em 1999, em Itália, na cidade de Trento, e em Lisboa, no Palácio Foz. Expõe Sete Tapeçarias na Galeria Tapeçarias de Portalegre, em Lisboa, e a série Anjos da Montanha, na Galeria Ratton.
No ano 2000 expõe a série 'Terra Quente – Fim do Milénio', na 111, em Lisboa. Joana Morais filma o documentário 'Na Cabeça de uma Mulher está a história de uma Aldeia', sobre a vida e a obra da mãe, Graça Morais.
Em 2001 expõe, em Paris, a mesma série no Centro Cultural da Fundação Calouste Gulbenkian e Deusas da Montanha na delegação do Instituto Camões. Orpheu e Eurydice, de Sophia de Mello Breyner Andresen, é editado com trabalhos da artista.
Em 2002 é apresentada a exposição na 111, em Lisboa: A Idade da Terra.
Realiza a exposição, em 2003, A Terra e o Tempo, no Museu da República Arlindo Vicente, em Aveiro. Nessa ocasião, é editado o livro A Terra e o Tempo (Pintura e Desenho 1987/2003) (Câmara Municipal de Aveiro).
Em 2004 concebe painéis de azulejos para a estação de Metro da Amadora e para a central eléctrica de Vilar de Frades. É editado o livro O Segredo da Mãe, com textos de Nuno Júdice sobre pinturas de Graça Morais (Quetzal).
Em 2005 expõe, na 111 do Porto, a série Visitação. É editado o livro Uma Geografia da Alma (Bial). "Retratos e Auto--Retratos", Centro Cultural de Cascais; "Os olhos azuis do mar", Centro de Artes de Sines.
- 2006 "Diálogos com a Terra", Galeria Ratton, Lisboa; "Retratos e Auto-Retratos", Galeria de Arte do Teatro Municipal da Guarda.
- 2006/2007 "Graça Morais na Colecção da Fundação Paço d’Arcos – Pintura, desenho e azulejo (1982 a 2006)", Galeria Torreão Nascente da Cordoaria Nacional, Lisboa.
- 2007 "Silêncios", Biblioteca Municipal de Chaves e Museu Municipal de Amadeo de Souza-Cardoso, Amarante; "Orpheu e Eurydice", Paços da Cultura de São João da Madeira e Casa da Cultura da Trofa.
- 2007/2008 "In sofrimento", Museu Municipal - Edifício Chiado, em Coimbra.
- 2008  "Graça Morais na Colecção da Fundação Paço d’Arcos – Pintura, desenho e azulejo (1982 a 2006)", Galeria do Palácio, Biblioteca Municipal Almeida Garret, Porto. "Graça Morais: Pintura e Desenhos" na Galeria 111, Porto.
- 2008/2012 Série de exposições no Centro de Arte Contemporânea Graça Morais [4], inaugurado em 2008.
- 2009 Inaugura na Galeria Ratton, Lisboa, a exposição de pintura e desenho 'A Máscara e o Tempo'.
- 2012 "A Caminhada do Medo" na Cooperativa Árvore, Porto e no Centro de Arte Contemporânea Graça Morais, Bragança.
- 2013 Recebe o Grande Prémio Aquisição 2013, atribuído pela Academia Nacional de Belas-Artes.[5]

Desde 2023, é sócia correspondente da Classe de Letras da Academia das Ciências de Lisboa (9.ª Secção - Comunicação e Artes).

## Livros – ilustração e participação
Ilustra poetas e escritores tais como: Manuel António Pina; José Saramago; António Alçada Baptista; Pedro Tamen; Nuno Júdice; Clara Pinto Correia; Ana Marques Gastão; José Fernandes Fafe; António Osório; Sophia de Mello Breyner Andresen, entre outros:
- 1987 – Ilustração de Livro de Poesia "O Ano de 1993" de José Saramago, editorial Caminho. [7]
- 2001 – "Orpheu e Eurydice", Sophia de Mello Breyner Andresen, edição Galeria 111, com pinturas suas.
- 2002 – "O Reino Maravilhoso", de Miguel Torga, Publicações Dom Quixote, com pinturas suas. [8]
- 2003 – "O Anjo de Timor", de Sophia de Mello Breyner Andresen, Ed. Ceneteca, com ilustrações suas.
- 2004 – "O segredo da Mãe", de Nuno Júdice, Editora Quetzal, sobre pinturas de Graça Morais. [9]
- 2007 - "As Metamorfoses", de Agustina Bessa-Luís, pinturas e desenhos de Graça Morais, Publicações D. Quixote. [10]

## Livros – publicações (selecção)
- 1980 – "O Rosto e os Frutos", textos de Fernando de Azevedo, S.N.B.A., Lisboa.
- 1985 – "Graça Morais, Linhas da Terra", António Mega Ferreira, edição INCM.
- 1986 – "História de Arte em Portugal", Rui Mário Gonçalves, Publicações Alfa.
- 1991 – "Graça Morais, Artista do Ano", Prémio Soctip compilação de textos críticos e reprodução de pinturas de 1966 a 1991, Soctip Editora.
- 1993 – "Japão, Diário de Viagem", Textos de Alberto Vaz da Silva, Borges de Macedo, pinturas Graça Morais, Editora Quetzal.
- 1996 – "Espelho Imaginário – Pintura, Anti-pintura, Não-pintura", autor Eduardo Lourenço, INCM.
- 1997 – "As Escolhidas, Graça Morais", de Manuel Hermínio Monteiro, Editora Assírio e Alvim.
- 1997 - "Graça Morais", Vasco Graça Moura e Sílvia Chico, edição Quetzal/Galeria 111, com o patrocínio do BPI.
- 1997 - "Memória da Terra/Retrato de Mulher: Exposição Antológica de Graça Morais", textos de Fernando Pernes, Sílvia Chicó e Rui Mário Gonçalves. Publicação Culturgest.
- 1998 – "Graça Morais, Rostos da Terra", edição Cooperativa Árvore.
- 2000 – "Graça Morais, Terra Quente, O Fim do Milénio", textos de António Carlos Carvalho, fotografias de Roberto Santandreu, editora Gótica.
- 2001 – "100 Quadros Portugueses do séc. XX", autor José Augusto França.
- 2002 - "A Idade da Terra", com texto de Maria Velho da Costa. Edição Galeria 111.
- 2003 - "A Terra e o Tempo", com textos de Fernanado Pernes e entrevista de Ana Marques Gastão. Publicação Câmara Municipal de Aveiro.
- 2005 - "Visitação", texto de Manuel António Pina. Edição Galeria 111.
- 2005 - "Graça Morais,Os Olhos Azuis do mar", texto de António Mega Ferreira, fotografias de Augusto Brázio. Publicação Câmara Municipal de Sines.
- 2005 – "Uma Geografia da Alma", Graça Morais, Edições Bial.
- 2005 - "Graça Morais, Retratos e Auto-Retratos", texto de Sílvia Chicó, Edição pela Fundação D. Luís I.
- 2006 – "A pintura de Graça Morais como condição do drama e da fábula", texto de Cristina Tavares. Cordoaria Nacional, Lisboa.
- 2007 - "Graça Morais: In Sofrimento", texto de José Vialle Moutinho. Publicação Câmara Municipal de Coimbra.
- 2011 - "Graça Morais: Prémio de Artes Casino da Póvoa 2011", textos de Laura Castro e Antonio Tabucchi.

## Cenografias
- 1993 – "Biombos" de Jean Genet, TEC Cascais, encenação Carlos Avilez. [11]
- 1995 – Cenografia e Figurinos, "Ricardo II", de Shakespeare, Teatro Nacional D. Maria II, Lisboa, encenação Carlos Avilez. [11]

## Filmes
- 1997 – As Escolhidas, filme de Margarida Gil, baseado na obra de Graça Morais. [12][13][14][15]
- 1999 – Na Cabeça de uma Mulher está a História de uma Aldeia, documentário de Joana Morais, sobre a vida e obra de Graça Morais.  [3][16]
- 2001 - Terra Quente, O Fim do milénio de Joana Morais, percurso por Trás-os-Montes com Graça Morais [16]

## Tapeçarias
Está representada com tapeçarias executadas pela Manufactura de Tapeçarias de Portalegre na Assembleia da República, Câmara Municipal de Lisboa, Universidade Técnica de Lisboa, Montepio Geral – Lisboa, Fundação Mário Soares (Lisboa) e colecções particulares. 

## Arte pública
Intervenções artísticas em azulejos no Edifício sede da Caixa Geral de Depósitos (em Lisboa), na Estação de Bielo-Rússia do Metropolitano de Moscovo, na estação de comboios do Fogueteiro (Seixal) e na Estação de Metropolitano da Amadora – Falagueira. 
Painéis de azulejos no Mercado Municipal de Bragança, na Biblioteca Municipal de Carrazeda de Ansiães, na Caixa de Crédito Agrícola de Bragança, no Teatro Municipal de Bragança e no Centro de Astro Física e Planetário do Porto.
Destacam-se ainda os painéis em azulejo no Viaduto de Rinchoa/Rio de Mouro e na Central Hidroeléctrica de Frades (Vieira do Minho). 

## Colecções (selecção)
- Assembleia da República
- Millennium BCP; Banco Espírito Santo
- Banco Português de Negócios
- C.A.M. – Fundação Calouste Gulbenkian
- Culturgest, Caixa Geral de Depósitos
- Ministério da Cultura – Fundação de Serralves
- Ministério das Finanças
- Museu de Arte Moderna de São Paulo, Brasil.
- Centro de Arte Contemporânea Graça Morais, Bragança